# Buffer TAE
Il buffer TAE è una soluzione usata nell'elettroforesi su agarosio per la separazione di acidi nucleici come DNA e RNA. 
È composto da una soluzione di Tris-acetato, generalmente a pH 8.0, e EDTA che sequestra i cationi bivalenti. Il buffer TAE ha un potere tamponante inferiore rispetto al buffer TBE che quindi può essere riutilizzato di meno rispetto all'altro tampone e va spesso sostituito se si effettuano numerose elettroforesi. È comunque importante sottolineare che il DNA a doppio filamento corre più velocemente nel TAE

## Preparazione
Per 1 litro di buffer TAE 50x usare:
- 242 g Tris base (2-ammino-2-idrossimetil-propan-1,3-diolo) (= 2 moli)
- 57,1 mL acido acetico glaciale  (= 100% acido acetico) (57,19 mL = 1 mole)
- 100 mL 0,5 M Na2 EDTA (pH 8.0)
- Versare H2O fino a raggiungere un volume totale di 1 litro.

Per preparare 0,5 M Na2 EDTA (pH 8.0)
aggiungere 186,1 g di etilenediamminotetraacetato di disodio in ddH2O fino a 800 ml of H2O. Agitare vigorosamente. Portare il pH a 8,0 con NaOH (20 g ca. di NaOH). Portare a volume (1L) con ddH2O.  Sterilizzare in autoclave. 
Avvertimento: L'EDTA sale disodico non si solubilizza fino a che la soluzione non sia a pH circa 8,0 tramite l'aggiunta di NaOH.